# ساره كلارك
ساره كلارك Sarah Clarke  (بالإنجليزية: Sarah Clarke)‏ ممثلة أمريكية من مواليد 16 فبراير 1972، من أشهر أدوارها نينا مايرز في مسلسل 24.

## روابط خارجية
- ساره كلارك على موقع IMDb (الإنجليزية)
- ساره كلارك على موقع روتن توميتوز (الإنجليزية)
- ساره كلارك على موقع ألو سيني (الفرنسية)
- ساره كلارك على موقع أول موفي (الإنجليزية)
- ساره كلارك على موقع قاعدة بيانات الأفلام السويدية (السويدية)
- ساره كلارك على موقع إن إن دي بي (الإنجليزية)
- ساره كلارك على موقع قاعدة بيانات الفيلم (الإنجليزية)
- ساره كلارك على موقع كينوبويسك (الروسية)